# 沖無垢島
沖無垢島（おきむくじま）は、大分県津久見市大字長目にある離島・無人島である。

## 概要

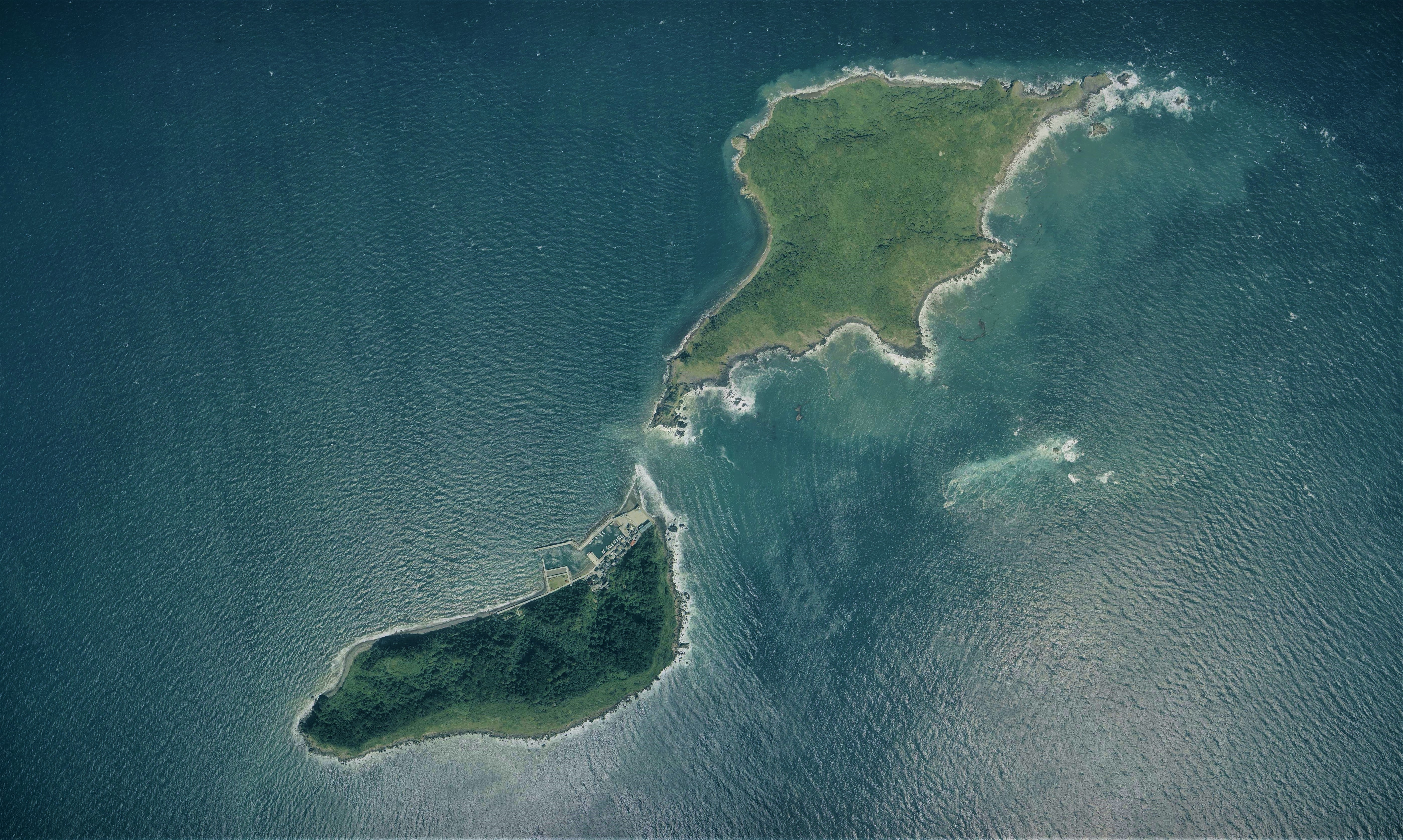
無垢島（左下が地無垢島、右上が沖無垢島）の空中写真。2009年撮影の3枚を合成作成。
。

津久見市中心部から約16km北東の長目半島の延長線上に位置しており、南西に隣接する地無垢島と合わせて無垢島と総称される。ただし、地元では地無垢島のみを指して無垢島と呼ぶことも多い。日豊海岸国定公園に含まれる。
地無垢島とともに好漁場として知られており、磯釣り等で訪れる観光客が多い。また、ジュラ紀から白亜紀にかけての貝類の化石を産出するため、化石の発掘に訪れる研究者もいる。